# 야전회색

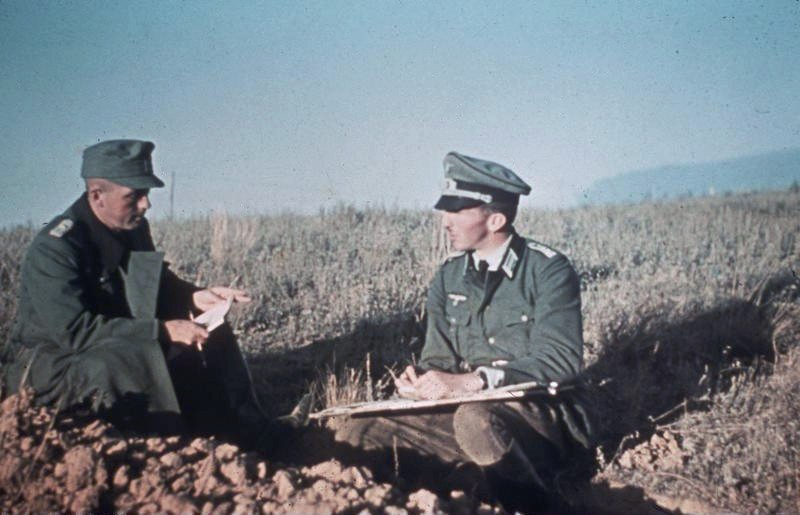

야전회색(독일어: Feldgrau 펠트그라우[*], 영어: field-grey)은 20세기 초에서 1989년까지 독일군 군복 색상으로 쓰인 색이다. 국방색에 회색끼가 좀 도는 색깔인데, 엄밀한 정의는 이루어져 있지 않은 일종의 별명 같은 것이다.

## 같이 보기
- 쥐색